# Pedaria puncticollis
Pedaria puncticollis là một loài bọ cánh cứng trong họ Bọ hung (Scarabaeidae).